# Ruderting
Ruderting é um município da Alemanha, situado no distrito de Passau, no estado da Baviera. Tem 12,96 km² de área, e sua população em 2019 foi estimada em 3.170 habitantes.